# The Thrill Is Gone
«The Thrill is Gone» es un blues escrito por Rick Darnell y Roy Hawkins en 1951, y popularizado por B. B. King en 1970. 
La canción fue grabada en un principio por Hawkins para quien se convirtió en un sencillo de segunda fila. B. B. King grabó su versión en junio de 1969 para su álbum Completely Well, del mismo año. La calidad de la producción y el uso de instrumentos de cuerda marcó la diferencia tanto con el original como con el material anterior de  B. B. King. Cuando apareció el sencillo en diciembre de 1969, la canción se convirtió en el mayor éxito de su carrera y en su canción emblema. La grabación de B. B. King le supuso un Grammy por la Mejor Interpretación R&B Vocal Masculina y aparte un premio Grammy Salón de la Fama en 1998. La versión de King obtuvo el puesto 183 en la lista de 500 mejores canciones de todos los tiempos de la revista Rolling Stone. B. B. King también ha incluido la canción en sus álbumes Live in Cook County Jail (1971), Bobby Bland and B. B. King Together Again...Live (1976), y Live at San Quentin (1991).
Muchos artistas han versionado la canción a raíz del éxito de B. B. King, incluyendo a Peggy Lee (1970), Luther Allison (1979), Dishwalla (1995), Aretha Franklin (1970), Little Milton (1973), Willie Nelson (2000), Stan Webb (1973), Los Tres (Se Remata el Siglo, 1992), Jerry García y David Grisman en los años 1990, Buckethead (2004), Steven Brown (Half Out, 1991), [The Marshall Tucker Band] (Stompin' Room Only 2003), la Eric Steckel Band (Havana, 2006), Diamanda Galás, Leslie West (Got Blooze, 2005), y a Pappo (Buscando un amor, 2003).

## Clasificación en las listas

### Versión de Roy Hawkins
| Año  | Lista                   | Posición |
| ---- | ----------------------- | -------- |
| 1951 | Billboard Black Singles | #6       |

### Versión de B. B. King
| Año  | Lista                   | Posición |
| ---- | ----------------------- | -------- |
| 1970 | Billboard Black Singles | #3       |
| 1970 | Billboard Pop Singles   | #15      |

## Letra
The thrill is gone 
The thrill is gone away 
The thrill is gone baby 
The thrill is gone away 
You know you done me wrong baby 
And you'll be sorry someday 
The thrill is gone 
It's gone away from me 
The thrill is gone baby 
The thrill is gone away from me 
Although I'll still live on 
But so lonely I'll be 
The thrill is gone, is gone away for good 
Oh the thrill is gone, baby it's gone away for good 
Someday I know I'll be over it all baby
Just like I know a man should 
You know I'm free, free now baby
I'm free from your spell
Oh I'm free, free, free now
I'm free from your spell
And now that it's over
All I can do is wish you well.